# The Same Boat
"The Same Boat" là tập thứ mười ba trong Phần 6 của series phim truyền hình The Walking Dead. Tập phim được phát sóng trên kênh AMC của Mỹ vào ngày 13 tháng 3 năm 2016. Khi phát sóng tại Mỹ, tập phim đã được 12,53 triệu người xem trong đó có 6,0 triệu người từ 18-49 tuổi.

## Nội dung tập
Quay trở lại thời điểm khi tiếng còi báo động tại khu căn cứ của The Saviors vang lên, Carol vẫn đang cố ngăn không cho Maggie vào trong đó. Đúng lúc này, một người đàn ông cầm súng tiến lại gần họ và bị Carol bắn vào tay. Cả hai người nhanh chóng bị 3 người phụ nữ đến từ The Saviors khống chế và tước vũ khí.
Tới rạng sáng, Carol và Maggie bị những người này bắt tiến lại gần căn cứ của The Saviors, nơi nhóm Rick vừa triệt hạ được hết những kẻ ở bên trong. Đứng từ xa và chứng kiến Primo - thành viên cuối cùng còn sống trong căn cứ đang tìm cách tẩu thoát thì bị nhóm Rick bắt lại, người phụ nữ tên Paula bèn dùng bộ đàm để nói lời đe dọa nhóm Rick từ xa. Cô ta nói rằng mình đang giữ Carol & Maggie và yêu cầu họ phải hạ súng xuống. Rick cầm bộ đàm của Primo lên trả lời và đề nghị một cuộc trao đổi con tin giữa hai bên. Tuy nhiên, Paula đáp lại rằng sẽ liên lạc với Rick sau rồi ra hiệu cho đồng bọn trùm đầu đưa Carol & Maggie đi.
Trên đường bị đưa đi, Carol nghe thấy tiếng Paula dùng bộ đàm liên lạc với một số thành viên The Saviors khác để nhờ viện trợ tới.
Lát sau, Carol & Maggie bị đưa vào một nơi trông có vẻ như từng là một lò mổ. Họ bị trói tay, bịt miệng và nhốt trong một căn phòng nhỏ. Sau khi những người kia tạm rời khỏi để đi giết các xác sống bên trong tòa nhà, Maggie cố cọ xát băng dính trói tay vào cạnh tường nhằm làm đứt nó nhưng không được, còn Carol thì nhặt được một chuỗi dây mân côi và bỏ nó vào túi quần.
Không lâu sau đó, nhóm của Paula quay trở vào bên trong căn phòng và dường như không để ý đến việc Carol đang thở dốc. Cảm thấy lo lắng và không rõ rằng đó là thật hay chỉ là Carol đang giả vờ, Maggie liền cố lên tiếng gây sự chú ý từ những người kia và khẩn thiết nhờ họ tháo bịt miệng cho Carol. Carol liền lấy chuỗi dây kia ra đưa lên cầu nguyện và van nài họ đừng làm hại đến Maggie và em bé trong bụng, đồng thời thỉnh cầu Molly ra chỗ khác hút thuốc để không làm ảnh hưởng tới thai nhi. Trước sự bất ngờ của đồng bọn, người phụ nữ còn lại - Michelle tỏ vẻ đồng tình với những gì Carol nói và yêu cầu Molly dập điếu thuốc.
Donnie - người đàn ông bị Carol bắn vào tay lúc nãy tỏ vẻ tức tối khi mình đang phải chịu đau đớn còn kẻ bắn mình vẫn được ngồi yên ở một chỗ. Dù Paula trấn an rằng quân viện trợ sẽ tới trong 30 phút nữa để giúp đỡ, ông ta vẫn tiến tới gần và đe dọa giết Carol. Thấy Paula ngăn cản, Donnie bèn tát mạnh vào mặt cô ta. Khi ông ta đang định chuyển sang tấn công Carol, Maggie dùng chân gạt ngã Donnie và lao vào ẩu đả. Cuối cùng, Paula phải dùng báng súng đập ngất Donnie và yêu cầu Michelle đưa Maggie ra chỗ khác để tra khảo.
Sang được một căn phòng khác, mặc cho việc Michelle liên tục yêu cầu phải khai ra nơi đang ở, Maggie vẫn cố tình im lặng. Michelle bèn nói rằng: "Các người không phải người tốt đâu. Các người nên biết điều đó."
Trong khi đó, Paula đang được Molly xem xét vết thương do bị Donnie đánh. Carol bèn lên tiếng nói lời cảm ơn Paula vì đã giúp đỡ mình và Maggie. Khi cô định nhắc lại chuyện trước đây từng bị chồng đánh đập, Paula tỏ thái độ thờ ơ và khuyên Carol đừng cố tìm sự đồng cảm như thể họ có hoàn cảnh giống nhau. Nhìn thấy Carol tiếp tục cầm chuỗi dây lên cầu nguyện, Paula nở nụ cười thương hại vì cho rằng Carol quá yếu đuối và vẫn giữ niềm tin vào những gì không có thật.
Quay trở lại căn phòng nơi Maggie ở, cô vẫn đang tìm cách trốn tránh việc phải khai ra nơi ở bằng cách hỏi ngược lại Michelle về thân phận cô ta, rằng vì sao ngón tay út bên trái của cô ta lại bị cụt. Michelle liền kể lại chuyện mình bị các thành viên The Saviors chặt ngón tay do đã ăn trộm xăng để đi tìm xác bạn trai (kẻ nằm trong số những tên bị Daryl dùng súng phóng lựu bắn chết cách đây 2 tháng). Maggie nhìn thấy một hình xăm chữ "Frankie" trên tay Michelle và hỏi rằng liệu đó có phải tên bạn trai cô ta không. Tuy nhiên, Michelle nói rằng đó là tên của bố cô ta, đồng thời là tên mà cô ta định đặt cho con mình lúc còn mang thai. Maggie bày tỏ sự đồng cảm với chuyện Michelle đã trải qua. Nhưng đáp lại cô, Michelle nói rằng không ai trong hai người họ dự định sẽ phải chết hôm nay cả, chỉ duy một điều là một trong hai người sẽ sai.
Rick chủ động liên lạc với Paula qua bộ đàm và hỏi rằng liệu cô ta đã xem xét đề nghị trao đổi con tin giữa hai bên hay chưa. Tuy nhiên, Paula vẫn chưa muốn đưa ra quyết định. Khi bị tra hỏi về lý do vì sao nhóm cô lại xông vào giết hết tất cả các thành viên The Saviors trong căn cứ kia, Carol đáp lại rằng do trước đó một vài người của Negan đã chặn đường định giết nhóm của Daryl để cướp đồ. "Negan nghe có vẻ như một kẻ tâm thần. Chúng tôi buộc phải ngăn hắn lại". Nghe thấy vậy, Molly cười phá lên và nói: "Cưng à. Tất cả chúng tôi đều là Negan".
Lát sau, Carol xin và nhận được một điều thuốc từ Molly. Cô lắng nghe Paula kể lại cuộc đời của cô ta trước đại dịch, rằng Paula từng là một thư ký và đã mắc kẹt cùng với sếp của mình khi dịch bệnh bùng phát. Cũng chính ông sếp này là người sống đầu tiên mà Paula phải ra tay giết. Cô ta ngừng cảm thấy tội lỗi về việc ra tay tàn sát khi số người mình giết lên tới con số hàng chục. Paula không thể tìm lại được chồng và các con mình, nhưng chính việc mất đi tất cả đó khiến cô ta cảm thấy mạnh mẽ hơn. Carol bèn phản bác rằng cuộc sống giờ đây của Paula tệ hại hơn khi phải sống cùng "những tên sát nhân". Tuy vậy, Paula đáp lại rằng nhóm của Carol cũng vậy, và Carol cũng là kẻ giết người. Nghe thấy vậy, Carol đột nhiên nói rằng chính Paula sẽ là người phải chết hôm nay nếu không tìm ra cách giải quyết cho chuyện này. Điều này khiến nét mặt của Paula có đôi chút bất ngờ.
Sau khi đổi ý, Paula liên lạc qua bộ đàm với Rick để đồng ý về việc trao đổi con tin. Cô ta hướng dẫn cách tìm đến địa điểm trao đổi là một cánh đồng gần đó. Tuy nhiên sau khi kết thúc liên lạc, Paula tỏ vẻ hơi lo lắng khi không nghe thấy tiếng nhiễu qua bộ đàm, cho thấy rằng nhóm Rick đã tới rất gần và thậm chí có thể đang đứng ngay bên ngoài tòa nhà để chờ giết họ. Tiếp theo đó, Paula nhận được phản hồi từ viện trợ The Saviors nói rằng họ đã sắp tới nơi. Cô ta nghĩ rằng nên bỏ Carol & Maggie lại và rời khỏi trước khi tính mạng bị đe dọa bởi nhóm Rick. Cả Paula và Molly đều bước ra khỏi căn phòng để chuẩn bị cho việc rút quân ngay khi viện trợ tới.
Ngay khi họ đi khỏi, Carol tranh thủ thời cơ mài nhọn cây thánh giá trên chiếc vòng mân côi và dùng nó để cắt băng trói tay. Sau đó, cô lẻn sang căn phòng nơi Maggie đang bị giam để giải thoát cho đồng đội. Mặc cho lời khuyên của Carol rằng họ nên nhanh chóng trốn thoát khỏi nơi này, Maggie nhất quyết rằng họ cần phải ở lại và giết hết nhóm của Paula để bịt đầu mối.
Hai người họ quay trở lại căn phòng kia, nơi Donnie vẫn đang nằm bất tỉnh sau khi bị Paula đánh. Maggie tháo lớp băng bó vết thương của ông ta ra nhằm để cho Donnie chết vì mất máu. Tuy nhiên, nhận ra rằng ông ta đã chết từ trước đó và đang sắp biến đổi, Maggie chợt nảy ra một ý tưởng.
Khi Molly một mình quay trở lại căn phòng để kiểm tra Carol, ngay khi vừa bước vào cửa, bà ta đã bị xác sống Donnie cắn vào tay. Hét lên trong đau đớn và cầm dao đâm chết Donnie, Molly lập tức bị Maggie tấn công từ phía sau và tước lấy con dao trong tay. Cô đẩy bà ta xuống và dùng dao đâm liên tục vào đầu Molly cho tới chết. Sau đó, họ lấy khẩu súng trong người Molly và rời khỏi.
Một lát sau, khi đến nơi và phát hiện ra thi thể của 2 người cùng nhóm, Paula tức giận rút súng ra và lần đuổi theo dấu vết của Carol và Maggie. Tại một hành lang nơi có hàng loạt xác sống đang bị đâm xuyên qua những chiếc cọc gỗ để cố định chúng ở một chỗ (do nhóm Paula làm để cản trở quá trình trốn thoát của con tin), Paula đuổi kịp hai người kia và bắn trượt liên tục về phía họ cho đến khi hết đạn. Carol lúc này mới đứng dậy từ chỗ nấp và chĩa súng vào người Paula. Mặc cho lời yêu cầu bắn chết Paula từ Maggie, Carol vẫn cố khuyên cô ta hãy rời khỏi trước khi cô buộc phải ra tay. Tuy nhiên, với vẻ tức giận trước những gì kẻ thù đã làm, Paula vẫn tiếp tục tiến tới cùng sự thách thức.
Đúng lúc đó, một con walker thoát được khỏi chỗ mắc kẹt và bám vào vai Carol, khiến cô bị giật mình và bóp cò bắn trúng vai Paula. Giết xong con walker này, Maggie lao tới tấn công Michelle khi nghe thấy tiếng cô ta đang lại gần gọi đồng đội. Sau một hồi giằng co, Michelle dùng dao chém sượt ngang bụng Maggie nhưng chỉ làm rách phần áo bên ngoài. Cô ta đứng sựng lại một lúc ngay khi thấy việc mình vừa làm. Tuy nhiên, Carol đã buộc phải tiến tới bắn chết Michelle.
Còn lại Paula vẫn đang quằn quại đau đớn vì vết thương trên vai, Carol tiến lại gần và chĩa súng vào đầu cô ta. Paula giờ đây mới nhận ra rằng bản chất thật của Carol không hề như vẻ ngoài yêu đuối lúc nãy. Cô ta cười trong điên dại và hỏi rằng nếu Carol đã có thể làm những việc như vậy, thì tại sao từ đầu luôn tỏ vẻ sợ hãi điều gì đó. Carol liền đáp lại rằng điều mà cô sợ chính là phải ra tay giết người. Bất ngờ, Paula gạt phăng khẩu súng Carol đang cầm trên tay và lao vào giằng co. Cuối cùng, Carol đẩy Paula ngã xuyên người qua một thanh cọc. Cô ta bị mắc kẹt và bị một xác sống ngay cạnh cắn xé khuôn mặt.
Không lâu sau đó, có tiếng gọi vang lên từ bộ đàm Paula do quân viện binh thông báo đã tới nơi. Carol bèn cầm chiếc bộ đàm lên giả giọng Paula và hẹn gặp chúng tại một căn phòng trong tòa nhà. Sau khi rải xăng khắp căn phòng và đứng nấp bên ngoài chờ cho cả bốn tên thuộc The Saviors bước vào trong, Carol cùng Maggie nhanh chóng ném một chiếc bật lửa vào và đóng chặt cửa lại, khiến chúng bị thiêu sống.
Trên đường ra khỏi khu nhà, hai người họ giết chết nốt những xác sống đang chặn ngang lối đi, bao gồm cả Paula đã biến đổi. Vừa ra tới, họ gặp nhóm Rick đang đứng phục kích sẵn bên ngoài. Trong khi vợ chồng Glenn đoàn tụ, Daryl hỏi Carol rằng liệu cô có ổn không. Khi Carol đáp lại rằng "Không", anh bèn ôm lấy cô.
Rick nói với Primo rằng đồng bọn của anh ta đã chết cả và sẽ không còn ai cứu được anh ta nữa. Anh nhắc lại câu hỏi một lần nữa rằng liệu Negan có nằm trong số những kẻ nhóm Rick đã giết đêm qua không. Nghe thấy Primo đáp rằng "Tao chính là Negan", Rick bèn lập tức giơ súng lên bắn chết anh ta. Carol chứng kiến hành động của Rick với nét mặt bàng hoàng. Cô bóp chặt chiếc vòng mân côi đang cầm đến nỗi khiến máu rỉ ra từ lòng bàn tay.

## Diễn viên

### Diễn viên chính
- Andrew Lincoln vai Rick Grimes
- Norman Reedus vai Daryl Dixon
- Steven Yeun vai Glenn Rhee
- Lauren Cohan vai Maggie Greene
- Chandler Riggs vai Carl Grimes*
- Danai Gurira vai Michonne
- Melissa McBride vai Carol Peletier
- Michael Cudlitz vai Abraham Ford*
- Lennie James vai Morgan Jones*
- Sonequa Martin-Green vai Sasha Williams*
- Josh McDermitt vai Eugene Porter*
- Christian Serratos vai Rosita Espinosa
- Alanna Masterson vai Tara Chambler*
- Seth Gilliam vai Gabriel Stokes
- Ross Marquand vai Aaron*
- Austin Nichols vai Spencer Monroe*

### Diễn viên định kỳ
- Alicia Witt vai Paula
- Jeananne Goossen vai Michelle
- Jill Jane Clements vai Molly
- Rus Blackwell vai Donnie

*Không xuất hiện trong tập này

### Các diễn viên phụ khác
- Jimmy Gonzales vai Primo

## Cái chết trong tập
- Donnie (Lúc còn sống & Sau khi biến đổi)
- Molly
- Michelle
- Paula (Lúc còn sống & Sau khi biến đổi)
- 3 thành viên không rõ tên của The Saviors
- Primo

## Đánh giá
Tập phim nhận được những lời tán thưởng nhiệt liệt từ giới phê bình. Trên trang Rotten Tomatoes, 100% 27 bài đánh giá về "The Same Boat" đều theo hướng tích cực. Nhận xét vắn tắt mà trang này đưa ra là: "Tập phim tập trung nhiều vào các nhân vật nữ và vừa khai thác thêm cốt truyện của Carol, vừa làm tăng thêm sự đợi chờ của khán giả trước sự xuất hiện sắp tới của Negan". Diễn xuất của hai nữ diễn viên Melissa McBride (Carol) và Alicia Witt (Paula) trong tập này được đánh giá cao.

## Bên lề
- Lần xuất hiện đầu tiên của: Donnie, Paula, Michelle, Molly.
- Tên của tập phim đến từ câu nói của Molly với Carol: "I'm a dead woman walking, which puts us in exactly the same boat".
- Căn phòng nơi Carol và Maggie bị đưa vào được lấy cảm hứng từ căn phòng trong phim [Saw (phim 2004)| Saw] (2004).
- Lời khẳng định của các thành viên The Saviors trong tập rằng: "Tất cả bọn tao đều là Negan" được lấy ra từ chi tiết tương tự trong Chương 94 của truyện tranh.
- Xác sống Paula cuối tập phim được thủ vai bởi một diễn viên khác do nữ diễn viên Alicia Witt đã không sắp xếp được thời gian để thực hiện cảnh quay này.
- Nhóm của Paula sử dụng một thuật ngữ mới để gọi xác sống mà chưa từng có nhân vật nào khác dùng trước đây - "Coldbloods" (Tạm dịch: Những kẻ máu lạnh).
- Mặc dù xuất hiện rất ít trong tập này, Andrew Lincoln (Rick) vẫn có mặt tại địa điểm quay cảnh nhóm Paula theo dõi nhóm Rick từ xa để thực hiện việc nói chuyện với Paula qua bộ đàm.

## Lỗi phim
- Mặc dù bị trúng đạn của nhóm Rick ở ngang hông vào tập trước, khi được kéo đứng dậy trong cảnh đầu tập này, vết thương trên người Primo đã biến mất.